# تاتسويا توكوتاكي
تاتسويا توكوتاكي (徳武竜也 توكوتاكي تاتسويا) هو مؤدي أصوات ياباني ولد في 15 سبتمبر 1994 في محافظة ناغانو.

## أدواره في الأنمي

### مسلسلات أنمي تلفزيونية
- كاكيغوروي - ريوتا سوزوي
- آيدولماستر سايد إم - كازوكي تسوكومو
- طاغية الحب - ناكاتوري
- غورازيني - نوبورو مينوكاوا
- كوكوكو - ميتسوؤرا
- تريكستر - شو موراتا

## أدواره في ألعاب الفيديو
- آيدولماستر سايد إم - كازوكي تسوكومو